# Clavulina tasmanica
Clavulina tasmanica é uma espécie de fungo pertencente à família Clavulinaceae.